# Sugar (альбом Робина Шульца)
Sugar — второй студийный альбом немецкого диджея Робина Шульца, вышедший 25 сентября 2015 года. В альбом входят синглы «Headlights», «Sugar», «Show Me Love» и «Heatwave».

## Синглы
- «Headlights» вышла 3 апреля 2015 года как первый сингл альбома. Песня достигла второго места в Австралии и Австрии[2]. Она также попала в чарты в Бельгии, Дании, Финляндии, Франции, Германии, Венгрии, Ирландии, Италии, Нидерландах, Норвегии, Польше, Швеции и Швейцарии.
- «Sugar» вышла в июле 2015 года как второй сингл альбома. В ней присутствует вокал Франческо Йейтса и сэмпл песни Baby Bash «Suga Suga»[3][4].

## Список композиций
| №                   | Название                                                  | Автор(ы) | Продюсер(ы)                | Длительность |
| ------------------- | --------------------------------------------------------- | --- | -------------------------- | ------------ |
| 1.                  | «Headlights» (при участии Илси)                           | Робин Шульц Илси Джубер Джон Райан Андреас Шуллер Эрик Фредерик Томас Пейтон Джозеф Спаргур                                     |                            | 3:29         |
| 2.                  | «Sugar» (при участии Francesco Yates)                     | Schulz Франческо Йейтса Деннис Бирбродт Гвидо Крамер Юрген Дор Франсиско Баутиста Рональд Брайант Натан Перес                   | Шульц Junkx                | 3:39         |
| 3.                  | «Heatwave» (при участии Эйкона)                           | Алиан Тиам Томас Троэльсен Брайан Нельсон                                                                                       | Шульц Junkx Нельсон        | 3:07         |
| 4.                  | «Yellow» (с Disciples)                                    | Шульц Бьербродт Крамер Дохр Натан Дувалл Гэвин Кулмон Люк Макдермотт                                                            | Шульц Disciples JUNKX      | 3:36         |
| 5.                  | «Show Me Love» (с J.U.D.G.E.)                             | Шульц Ричард Джадж Бирбродт Крамер Дор                                                                                          | Шульц Junkx J.U.D.G.E.     | 4:15         |
| 6.                  | «Love Me Loud» (с M-22 при участии Aleesia)               | Schulz Bierbrodt Kramer Dohr Matthew James Frank Bülles Alicia Stamkos Lucy Batty Ryan Kowarsky Daniel Talevski Alexander Vujic | Schulz M-22 JUNKX          | 3:35         |
| 7.                  | «Pride» (с SoFly and Nius)                                | Марвин Гэй Норман Уитфилд Уильям Стивенсон                                                                                      | Шульц SoFly and Nius Junkx | 3:04         |
| 8.                  | «Find Me» (с Heyhey)                                      | Шульц Бьербродт Крамер Дохр | Шульц Heyhey Junkx         | 3:17         |
| 9.                  | «Titanic»                                                 | Шульц Алекс Исаак Бирбродт Дор Крамер                                                                                           |                            | 3:41         |
| 10.                 | «This Is Your Life»                                       | Шульц Кевин Блейбаум Дана Аль Фардан                                                                                            |                            | 3:27         |
| 11.                 | «Save Tonight» (с Moguai при участии Solamay)             | Eagle-Eye Cherry |                            | 3:36         |
| 12.                 | «4 Life» (при участии Грэхем Кэнди)                       | Шульц Бирбродт Дохр Крамер Мартейн Конейненбург                                                                                 |                            | 3:15         |
| 13.                 | «Wave Goodbye» (с Henri PFR при участии Джеффри Джей)     | Шульц Генри Пейффер Джанфранко Рандоне                                                                                          |                            | 3:16         |
| 14.                 | «World Turns Grey» (с Heyhey при участии принцессы Челси) | Челси Никель |                            | 3:52         |
| 15.                 | «Moonlit Sky» (с Moby и пустым тихоокеанским хором)       | Ричард Мелвилл Холл |                            | 3:08         |
| Общая длительность: | Общая длительность:                                       | Общая длительность: | Общая длительность:        | 52:17        |

| №                   | Название                       | Длительность |
| ------------------- | ------------------------------ | ------------ |
| 16.                 | «Sugar» (continuous album mix) | 51:47        |
| Общая длительность: | Общая длительность:            | 104:04       |

## Чарты и сертификации
| Чарт (2015–2016)                        | Высшая позиция |
| --------------------------------------- | -------------- |
| Австралия (ARIA)                        | 31             |
| Австрия (Ö3 Austria)                    | 4              |
| Бельгия/Фландрия (Ultratop)             | 27             |
| Бельгия/Валлония (Ultratop)             | 23             |
| Канада (Canadian Albums Chart)          | 81             |
| Дания (Hitlisten)                       | 30             |
| Нидерланды (Album Top 100)              | 48             |
| Финляндия (Suomen virallinen lista)     | 38             |
| Франция (SNEP)                          | 39             |
| Германия (Offizielle Top 100)           | 3              |
| Венгрия (MAHASZ)                        | 8              |
| Ирландия (IRMA)                         | 53             |
| Италия (Classifica album)               | 22             |
| Норвегия (VG-lista)                     | 10             |
| Швеция (Sverigetopplistan)              | 19             |
| Швейцария (Schweizer Hitparade)         | 1              |
| США (Billboard 200)                     | 154            |
| США (Billboard Dance/Electronic Albums) | 5              |

| Чарт (2015)                        | Позиция |
| ---------------------------------- | ------- |
| German Albums (Offizielle Top 100) | 79      |
| Swiss Albums (Schweizer Hitparade) | 72      |

| Chart (2016)                       | Position |
| ---------------------------------- | -------- |
| Danish Albums (Hitlisten)          | 96       |
| French Albums (SNEP)               | 193      |
| Swiss Albums (Schweizer Hitparade) | 100      |

| Регион                                                                      | Сертификация | Продажи |
| --------------------------------------------------------------------------- | ------------ | ------- |
| Канада (Music Canada)                                                       | Золотой      | 40 000  |
| Дания (IFPI Danmark)                                                        | Золотой      | 10 000  |
| Германия (BVMI)                                                             | Золотой      | 100 000 |
| Данные о продажах + прослушиваниях приведены только на основе сертификации. |              |         |

## История релиза
| Регион | Дата             | Формат                 | Лейбл  |
| ------ | ---------------- | ---------------------- | ------ |
| Разные | 25 сентября 2015 | Цифровое скачивание CD | Warner |